# Tagesschau

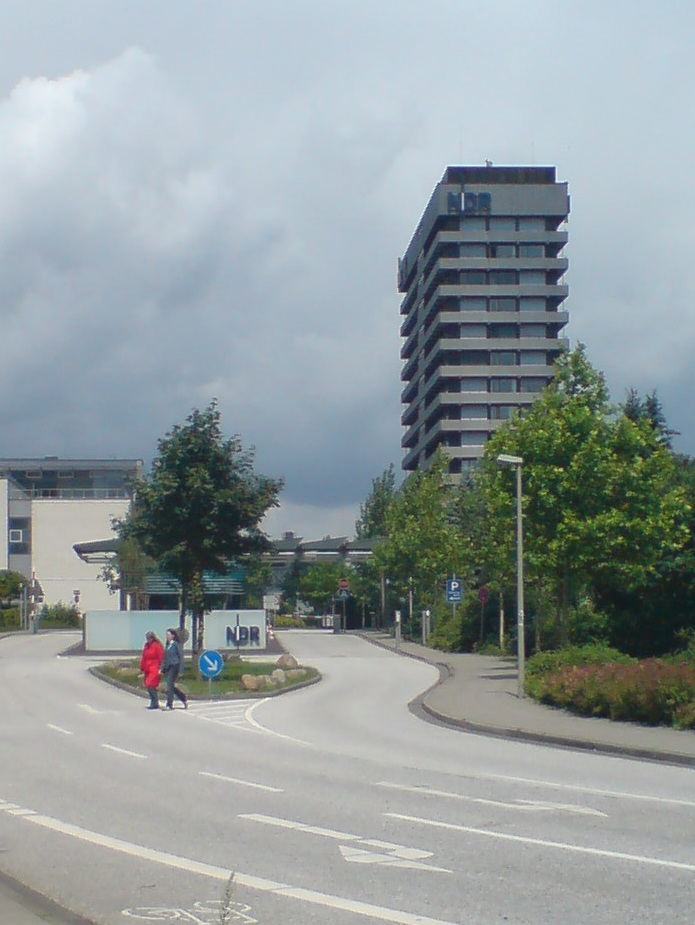
NDR-studio waar Tagesschau wordt opgenomen

Tagesschau is het journaal van de ARD-omroepen dat wordt uitgezonden op Das Erste. De eerste uitzending was op 26 december 1952 te zien bij de NWDR (Nordwestdeutscher Rundfunk).
Het programma begint al tientallen jaren lang met een klok, een gongslag en een voice-over die spreekt: "Hier ist das Erste Deutsche Fernsehen mit der Tagesschau." 
Tagesschau wordt opgenomen in de studio's van de Norddeutscher Rundfunk (NDR) in Hamburg.

## Uitzendingen
Tagesschau wordt 14 keer per dag uitgezonden met de nieuwsbulletins op de volgende tijden:
- tussen 05:30 en 08:30 uur Tagesschau (in Morgenmagazin, wekelijks afwisselend met ZDF)
- 09:00 uur Tagesschau
- 10:44 uur Tagesschau
- 12:00 uur Tagesschau
- 13:10 uur Tagesschau (in Mittagsmagazin, wekelijks afwisselend met ZDF)
- 14:00 uur Tagesschau
- 15:00 uur Tagesschau
- 16:00 uur Tagesschau
- 17:00 uur Tagesschau
- 18:30 uur Bericht aus Berlin (alleen op zondag)
- 20:00 uur Tagesschau (hoofduitzending)
- 22:15 uur Tagesthemen
- 00:00 uur Nachtmagazin
- tussen 01:00 en 05:30 uur Tagesschau

## Hoofdnieuwslezers
- 1964–1987: Karl-Heinz Köpcke (nieuwslezer vanaf 1959)
- 1987–1995: Werner Veigel (nieuwslezer vanaf 1966)
- 1995–1999: Dagmar Berghoff (nieuwslezer vanaf 1976)
- 2000–2004: Jo Brauner (nieuwslezer vanaf 1974)
- 2004–2020: Jan Hofer (nieuwslezer vanaf 1985)
- 2020–heden: Jens Riewa (nieuwslezer vanaf 1991)

## Nieuwslezers
Hieronder een overzicht van huidige presentatoren van Tagesschau, Tagesthemen en Nachtmagazin:
- Jens Riewa, vanaf 1991 (sinds 1995 ook de uitzending van acht uur)
- Susanne Daubner, vanaf 1999 ( ook de uitzending van acht uur)
- Thorsten Schröder, vanaf 1999 (sinds 2007 ook de uitzending van acht uur)
- Judith Rakers, vanaf 2005 (sinds 2008 ook de uitzending van acht uur)
- Linda Zervakis, vanaf 2010 (sinds 2013 ook de uitzending van acht uur)
- Constantin Schreiber, vanaf 2017 (sinds 2021 ook de uitzending van acht uur. Tevens ook Nachtmagazin)
- Julia-Niharika Sen, vanaf 2018 (sinds 2021 ook de uitzending van acht uur)
- Claus-Erich Boetzkes, vanaf 1997 (voorheen ook Nachtmagazin)
- Susanne Holst, vanaf 2001
- Susanne Stichler, vanaf 2004 (Nachtmagazin en inval Tagesschau)
- Michail Paweletz, vanaf 2004
- Tarek Youzbachi, vanaf 2004
- Caren Miosga, vanaf 2007 (Tagesthemen)
- Ingo Zamperoni, vanaf 2007 (Tagesthemen, voorheen ook Tagesschau en Nachtmagazin)
- Kirsten Gerhard, vanaf 2008
- Gerrit Derkowski, vanaf 2012
- Jan Malte Andresen, vanaf 2014
- Pinar Atalay, vanaf 2014 (Tagesthemen)
- André Schünke, vanaf 2017
- Peter Kazantzakis, vanaf 2017
- Karolin Kandler, vanaf 2018
- Ralph Baudach, vanaf 2019
- Tim Berendonk, vanaf 2019
- Romy Hiller, vanaf 2021

### Vroegere nieuwslezers
(Tagesschau en Nachtmagazin)
in alfabetische volgorde
- Ellen Arnold, 1987–2015
- Thomas Bade, 1997-2005 (Nachtmagazin)
- Marc Bator, 2001-2013
- Dagmar Berghoff, 1975-1999
- Ina Bergmann, 1997–2001
- Jo Brauner, 1974–2004
- Elfi Marten-Brockmann, 1981–1984
- Ina Böttcher, 2012–2017
- Isabelle Delling, 2013–2016
- Lothar Dombrowski, 1967–1974
- Laura Dünnwald, 2001-2007
- Klaus Eckert, 1978–1983
- Karl Fleischer, 1960–1994
- Eva Herman, 1988–2006
- Jan Hofer, 1986–2020
- Georg Hopf, 1975–1985
- Silke Jürgensen, 2001-2005
- Franz Laake, 1988–1993
- Charlotte Maihoff, 2014–2017
- Kristina zur Mühlen, 2012–2016
- Kerstin Petry, 2012–2016
- Siegmar Ruhmland, 1960–1963
- Diether von Sallwitz 1959–1963
- Manfred Schmidt, 1962–1964
- Robert Schröder, 1988
- Susan Stahnke, 1992–1999
- Wilhelm Stöck, 1965–1984
- Harry Teubner, 1978–1980
- Martin Thon, 1959–1964
- Astrid Vits, 2004–2018
- Cay Dietrich Voss, 1952–1962
- Wilhelm Wieben 1972–1998
- Daniela Witte, 1985–1988
- Günter Wiatrek, 1974–1975
- Klaus Wunderlich, 1959–1962